# نيك جيمس
نيك جيمس (17 سبتمبر 1986 في المملكة المتحدة - ) (بالإنجليزية: Nick James)‏ هو لاعب كريكت بريطاني. لعب مع نادي وارويكشاير للكريكيت ‏ ونادي مقاطعة غلاموركن للكريكت ‏ ونادي مقاطعة ستافوردشاير للكريكت ‏.

## وصلات خارجية
- نيك جيمس على موقع إي آس بي آن كريك إنفو (الإنجليزية)